# Стоунібрук (Пенсільванія)
Стоунібрук (англ. Stonybrook) — переписна місцевість (CDP) в США, в окрузі Йорк штату Пенсільванія. Населення — 3281 особа (2020).

## Географія
Стоунібрук розташований за координатами 39°58′48″ пн. ш. 76°37′54″ зх. д. / 39.98000° пн. ш. 76.63167° зх. д. (39.979897, -76.631712).  За даними Бюро перепису населення США в 2010 році переписна місцевість мала площу 4,16 км², уся площа — суходіл.

## Демографія
Згідно з переписом 2010 року, у переписній місцевості мешкали 2384 особи в 891 домогосподарстві у складі 730 родин. Густота населення становила 573 особи/км².  Було 918 помешкань (220/км²).
Расовий склад населення:
| - 89,2 % — білих - 4,5 % — чорних або афроамериканців - 3,5 % — азіатів - 1,4 % — осіб інших рас |

До двох чи більше рас належало 1,4 %. Частка іспаномовних становила 2,6 % від усіх жителів.
За віковим діапазоном населення розподілялося таким чином: 22,6 % — особи молодші 18 років, 62,0 % — особи у віці 18—64 років, 15,4 % — особи у віці 65 років та старші. Медіана віку мешканця становила 44,3 року. На 100 осіб жіночої статі у переписній місцевості припадало 100,7 чоловіків;  на 100 жінок у віці від 18 років та старших — 93,2 чоловіків також старших 18 років.
Середній дохід на одне домашнє господарство  становив 83 716 доларів США (медіана — 78 587), а середній дохід на одну сім'ю — 95 071 долар (медіана — 90 536). За межею бідності перебувало 1,9 % осіб, у тому числі 0,0 % дітей у віці до 18 років та 0,0 % осіб у віці 65 років та старших.
Цивільне працевлаштоване населення становило 938 осіб. Основні галузі зайнятості: освіта, охорона здоров'я та соціальна допомога — 29,1 %, виробництво — 13,5 %, науковці, спеціалісти, менеджери — 13,0 %.